# Giacomo Faticanti
Giacomo Faticanti (Sora, Italia, 31 de julio de 2004) es un futbolista italiano que juega de centrocampista en la Juventus Next Gen de la Serie C.
En 2021, fue incluido en la lista anual de los 60 mejores talentos nacidos en 2004 en el mundo del futbol, de The Guardian.

## Trayectoria
Nacido y criado en Sora, comenzó a jugar al fútbol en el club local Atletico Sora, antes de unirse a la academia del Frosinone Calcio, y luego pasar al sector juvenil de la A. S. Roma en 2018.
Aquí ganó los títulos nacionales sub-15 y sub-17, respectivamente, en 2019 y 2021. En 2021 ya empezó a jugar con el equipo sub-19, El centrocampista, que ya había empezado a jugar con el equipo sub-19 en 2021, se convirtió en titular indiscutible del equipo durante toda la temporada 2021-22.
En el verano de 2022 comenzó a entrenar con el primer equipo, a las órdenes del entrenador José Mourinho, durante su pretemporada. En agosto de ese mismo año, firmó una ampliación de contrato con el club hasta 2026, antes de debutar en los banquillos con el primer equipo de la Roma.
El 27 de octubre de 2022 debutó como profesional sustituyendo a Cristian Volpato en el minuto 78 del partido de la Liga Europa de la UEFA contra el HJK Helsinki, que acabó con victoria de su equipo por 2-1. En abril de 2023 formó parte del equipo sub-19 de la Roma que ganó la Copa Italia Primavera.
El 25 de agosto de 2023 se unió a la U. S. Lecce en un acuerdo permanente, firmando un contrato de cinco años con el club. Al parecer, el traspaso se hizo a cambio de un millón de euros, más variables, y una cláusula de venta del 35% a favor de la Roma.
El 8 de enero de 2024 fichó por el Ternana Calcio de la Serie B en calidad de cedido hasta final de temporada. El 20 de enero debutó como profesional en la victoria por 3-1 en liga contra el A. S. Cittadella. Jugó 11 partidos con el club, y el Ternana se enfrentó finalmente al descenso a la Serie C tras perder ante el S. S. C. Bari en la eliminatoria.
El 30 de agosto de 2024 fichó por la Juventus Next Gen de la Serie C, el equipo reserva de la Juventus de Turín, en calidad de cedido por una temporada con opción de compra.

## Selección nacional
Ha representado a Italia en diversas categorías inferiores de la selección nacional.
Tras debutar con la selección sub-15, fue titular en la sub-16, antes de jugar con las selecciones sub-18, sub-19 y sub-20. También fue capitán de varias de estas selecciones.
En junio de 2022, fue incluido en la selección que participó en el Campeonato Europeo de la UEFA Sub-19 2022 en Eslovaquia, donde los azzurrini alcanzaron las semifinales antes de perder ante Inglaterra, a la postre campeona.
En diciembre de ese mismo año, participó en una concentración dirigida por el seleccionador de la selección absoluta italiana, Roberto Mancini, en el marco de un grupo destinado a los talentos nacionales más prometedores.
En mayo de 2023 fue incluido por el seleccionador Carmine Nunziata en el equipo italiano que participó en la Copa Mundial de Fútbol Sub-20 de 2023 en Argentina, donde los azzurrini terminaron subcampeones tras perder contra Uruguay en el partido final.
En junio del mismo año fue incluido en la selección italiana para el Campeonato Europeo de la UEFA Sub-19 2023 en Malta, donde los Azzurrini acabaron conquistando su segundo título continental.

## Estilo de juego
Es principalmente un centrocampista defensivo, que ha sido considerado por su lectura del juego, sus habilidades aéreas y sus entradas. También puede actuar como creador de juego en profundidad, gracias a su capacidad para dictar el ritmo y a su amplio abanico de pases. Además, su resistencia, ritmo de trabajo y dotes de liderazgo le han llevado a llevar el brazalete de capitán de su equipo en varias ocasiones.
Aunque nombró a Sergio Busquets entre sus fuentes de inspiración, el jugador italiano también ha sido comparado con Daniele De Rossi, que jugaba en su mismo puesto y comenzó de forma similar su carrera en A. S. Roma.
En 2021 fue elegido por el diario inglés The Guardian como uno de los mejores jugadores del mundo nacidos en 2006.

## Estadísticas

### Clubes
Actualizado al último partido disputado el 3 de noviembre de 2024.
| Club                       | Div.          | Temporada     | Liga  | Liga  | Liga   | Copas nacionales | Copas nacionales | Copas nacionales | Copas internacionales | Copas internacionales | Copas internacionales | Total | Total | Total  |
| Club                       | Div.          | Temporada     | Part. | Goles | Asist. | Part.            | Goles            | Asist.           | Part.                 | Goles                 | Asist.                | Part. | Goles | Asist. |
| -------------------------- | ------------- | ------------- | ----- | ----- | ------ | ---------------- | ---------------- | ---------------- | --------------------- | --------------------- | --------------------- | ----- | ----- | ------ |
| A. S. Roma · Italia        | 1.ª           | 2022-23       | 0     | 0     | 0      | 0                | 0                | 0                | 1                     | 0                     | 0                     | 1     | 0     | 0      |
| A. S. Roma · Italia        | Total club    | Total club    | 0     | 0     | 0      | 0                | 0                | 0                | 1                     | 0                     | 0                     | 1     | 0     | 0      |
| Ternana Calcio · Italia    | 3.ª           | 2023-24       | 11    | 0     | 1      | 0                | 0                | 0                | —                     | —                     | —                     | 11    | 0     | 1      |
| Ternana Calcio · Italia    | Total club    | Total club    | 11    | 0     | 1      | 0                | 0                | 0                | 0                     | 0                     | 0                     | 11    | 0     | 1      |
| Juventus Next Gen · Italia | 3.ª           | 2024-25       | 8     | 0     | 0      | 0                | 0                | 0                | —                     | —                     | —                     | 8     | 0     | 0      |
| Juventus Next Gen · Italia | Total club    | Total club    | 8     | 0     | 0      | 0                | 0                | 0                | 0                     | 0                     | 0                     | 8     | 0     | 0      |
| Total carrera              | Total carrera | Total carrera | 19    | 0     | 1      | 0                | 0                | 0                | 1                     | 0                     | 0                     | 20    | 0     | 1      |